# Grammy Award
I Grammy Awards (originariamente chiamati  Gramophone Awards) sono un riconoscimento in ambito musicale conferito dalla National Academy of Recording Arts and Sciences, una associazione di artisti e tecnici statunitensi coinvolti nell'industria musicale. Il nome Grammy si riferisce al trofeo consegnato al vincitore, una statuetta che rappresenta un grammofono, realizzata a mano dalla Billings Artworks.
Il Grammy Award è considerato l'equivalente del premio Oscar per il cinema, del Premio Emmy per la televisione e del Tony Award per il teatro; essere premiati a ognuno di tali premi, insieme abbreviati nell'acronimo EGOT, è come vincere un Grand Slam nel mondo dello show-business.
La 1ª cerimonia dei Grammy Awards si è tenuta il 4 maggio 1959, per onorare i successi musicali degli artisti per l'anno 1958.

## Procedure di candidatura e assegnazione
I membri della National Academy of Recording Arts and Sciences (NARAS), sia gli artisti che le case discografiche, possono sottoporre album e canzoni per la valutazione di una candidatura. Quando un'opera viene inserita, si tengono sessioni di revisione che coinvolgono oltre 150 esperti del settore discografico, per determinare che l'opera sia stata inserita nella categoria corretta e che abbia tutti i requisiti di ammissibilità richiesti.
Possono essere candidati al premio i dischi pubblicati in un arco di tempo che va dal 1º ottobre di due anni prima al 30 settembre dell'anno precedente, risultando posticipati rispetto ai premi Oscar. Questo ha fatto sì che, per esempio, il film biografico su Ray Charles abbia vinto l'Oscar nel 2005, ma la colonna sonora abbia ottenuto il Grammy solo nell'edizione del 2006.
Gli elenchi risultanti delle voci ammissibili vengono quindi distribuiti ai membri votanti, ognuno dei quali può votare per le candidature nei campi generali (registrazione dell'anno, album dell'anno, canzone dell'anno e miglior nuovo artista) ed in altre 9 categorie. Le cinque registrazioni che ottengono il maggior numero di voti in ciascuna categoria diventano i candidati. In alcune categorie, invece, i comitati di revisione determinano direttamente i cinque candidati finali.
Dopo che i candidati sono stati determinati, le schede di voto finali vengono inviate ai membri votanti NARAS, che possono quindi votare nei campi generali e in un massimo di 9 dei 30 campi. I membri sono incoraggiati, ma non obbligati, a votare solo nei loro campi di competenza. Le schede vengono tabulate segretamente dalla società indipendente Deloitte Touche Tohmatsu. Dopo la tabulazione dei voti, i vincitori vengono annunciati ai Grammy Awards.
I vincitori ricevono un Grammy Award; coloro che non vincono, ricevono una medaglia ed un certificato per la loro candidatura.

## Categorie
Durante la cerimonia del 2022 sono stati assegnati 86 premi, senza includere i premi speciali.
Per la cerimonia del 2024 le categorie sono state riunite in 11 generi, rispetto ai 26 del 2023.

### Premi principali
- Registrazione dell'anno (Record of the Year): viene assegnato ad un singolo o singola traccia di un album; questo premio va all'artista, il produttore, l'ingegnere del suono e/o il mixer della canzone. In questo senso, "registrazione" indica una particolare canzone registrata, non la sua composizione o un album di canzoni.[13]
- Album dell'anno (Album of the Year): viene assegnato per un intero album e il premio va all'artista, al cantautore, al produttore, all'ingegnere del suono e al tecnico del mastering per quell'album. In questo contesto, "album" indica una raccolta registrata di brani (un LP multitraccia, un CD o un pacchetto scaricabile).
- Canzone dell'anno (Song of the Year): viene assegnato per un singolo o singola traccia di un album; questo premio va all'autore che ha effettivamente scritto i testi e/o le melodie della canzone. "Canzone" in questo contesto significa la canzone come composta, non la sua registrazione.[13]
- Miglior artista esordiente (Best New Artist)
- Autore dell'anno, non classico (Songwriter of the Year, Non-Classical): viene assegnato agli autori che hanno scritto un minimo di cinque canzoni in cui sono accreditati come autore o coautore: Le canzoni in cui l'autore è stato anche accreditato come artista principale, produttore o qualsiasi altro ruolo di supporto non si qualificano per raggiungere la soglia minima di canzoni da prendere in considerazione; criterio imposto per impedire ad artisti di grande nome che scrivono, eseguono o producono la maggior parte della propria musica dal dominare la categoria.
- Produttore dell'anno, non classico (Producer of the Year, Non-Classical)

### Premi per generi specifici
Per la cerimonia del 2024 i premi sono state riuniti in 11 generi, rispetto ai 26 del 2023:
- Pop e Dance/elettronica (6 premi)
- Rock, Metal ed Alternativa (6 premi)
- R&B, Rap e poesia parlata (10 premi)
- Jazz, Pop tradizionale, Strumentale contemporanea e Teatro musicale (9 premi)
- Country e musica Americana (13 premi)
- Gospel e musica cristiana contemporanea (5 premi)
- Latina, Internazionale, musica Africana, Reggae e New Age (10 premi)
- Per l'infanzia, umoristico, audiolibri e storytelling, media visivi e videoclip/film musicali (9 premi)
- Pacchetti, Note e Incisioni storiche (4 premi)
- Produzione, Ingegneria del suono, Composizione ed arrangiamento (8 premi)
- Classica (8 premi)

## Cerimonia
A causa dell'elevato numero di categorie di premi (78 nel 2012, 81 nel 2013 e 82 nel 2014) e della volontà durante la cerimonia di far esibire vari artisti, solo i premi con l'interesse più popolare, in genere da 10 a 12, incluse le quattro categorie generali del campo e una/due categorie nei generi musicali più popolari (ad esempio pop, rock, country e rap) vengono presentate direttamente durante la cerimonia di premiazione televisiva. La maggior parte degli altri trofei dei Grammy vengono presentati in una "Cerimonia di premiazione" nel pomeriggio prima della trasmissione dei Grammy Awards.
La cerimonia di consegna dei premi più importanti viene solitamente trasmessa in diretta televisiva (dal 1973, i diritti per la TV americana, sono in mano alla rete CBS).

## Edizioni
- Grammy Awards 1959
- Grammy Awards 1960
- Grammy Awards 1961
- Grammy Awards 1962
- Grammy Awards 1963
- Grammy Awards 1964
- Grammy Awards 1965
- Grammy Awards 1966
- Grammy Awards 1967
- Grammy Awards 1968
- Grammy Awards 1969
- Grammy Awards 1970
- Grammy Awards 1971
- Grammy Awards 1972
- Grammy Awards 1973
- Grammy Awards 1974
- Grammy Awards 1975
- Grammy Awards 1976
- Grammy Awards 1977
- Grammy Awards 1978
- Grammy Awards 1979
- Grammy Awards 1980
- Grammy Awards 1981
- Grammy Awards 1982
- Grammy Awards 1983
- Grammy Awards 1984
- Grammy Awards 1985
- Grammy Awards 1986
- Grammy Awards 1987
- Grammy Awards 1988
- Grammy Awards 1989
- Grammy Awards 1990
- Grammy Awards 1991
- Grammy Awards 1992
- Grammy Awards 1993
- Grammy Awards 1994
- Grammy Awards 1995
- Grammy Awards 1996
- Grammy Awards 1997
- Grammy Awards 1998
- Grammy Awards 1999
- Grammy Awards 2000
- Grammy Awards 2001
- Grammy Awards 2002
- Grammy Awards 2003
- Grammy Awards 2004
- Grammy Awards 2005
- Grammy Awards 2006
- Grammy Awards 2007
- Grammy Awards 2008
- Grammy Awards 2009
- Grammy Awards 2010
- Grammy Awards 2011
- Grammy Awards 2012
- Grammy Awards 2013
- Grammy Awards 2014
- Grammy Awards 2015
- Grammy Awards 2016
- Grammy Awards 2017
- Grammy Awards 2018
- Grammy Awards 2019
- Grammy Awards 2020
- Grammy Awards 2021
- Grammy Awards 2022
- Grammy Awards 2023
- Grammy Awards 2024
- Grammy Awards 2025

## Record dei Grammy Awards

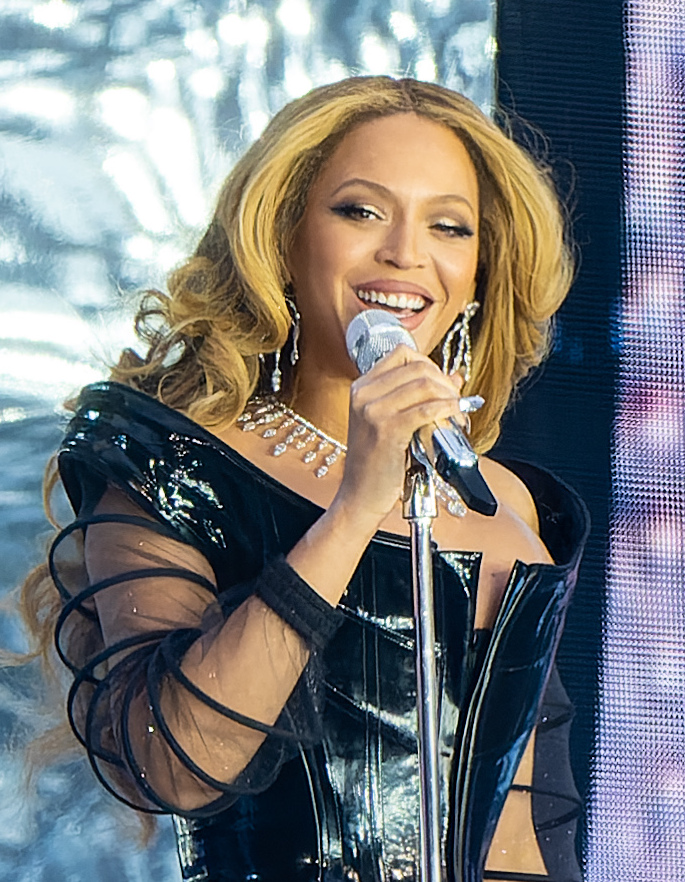
Il record per il maggior numero di Grammy è attualmente detenuto da Beyoncé: un totale di 35 premi competitivi.

### Maggior numero di premi vinti in assoluto
Aggiornata a febbraio 2025.
| #  | Artista           | Premi |
| -- | ----------------- | ----- |
| 1  | Beyoncé           | 35    |
| 2  | Georg Solti       | 31    |
| 3  | Quincy Jones      | 28    |
| 4  | Alison Krauss     | 27    |
| 4  | Chick Corea       | 27    |
| 5  | Pierre Boulez     | 26    |
| 5  | John Williams     | 26    |
| 6  | Vladimir Horowitz | 25    |
| 6  | Stevie Wonder     | 25    |
| 7  | Jay-Z             | 24    |
| 7  | Kanye West        | 24    |
| 7  | David Frost       | 24    |
| 8  | Vince Gill        | 22    |
| 8  | Kendrick Lamar    | 22    |
| 8  | U2                | 22    |
| 10 | Pat Metheny       | 20    |
| 10 | Al Schmitt        | 20    |
| 10 | Bruce Springsteen | 20    |
| 10 | Henry Mancini     | 20    |
| 10 | Tony Bennett      | 20    |
| 10 | Șerban Ghenea     | 20    |
| 10 | Kirk Franklin     | 20    |

### Maggior numero di premi vinti in una notte
Aggiornata a febbraio 2024.
| Categoria         | Artista           | Premi | Anno |
| ----------------- | ----------------- | ----- | ---- |
| In assoluto       | Michael Jackson   | 8     | 1984 |
| In assoluto       | Santana           | 8     | 2000 |
| Artista maschile  | Michael Jackson   | 8     | 1984 |
| Artista femminile | Beyoncé           | 6     | 2010 |
| Artista femminile | Adele             | 6     | 2012 |
| Gruppo musicale   | Santana           | 8     | 2000 |
| Produttore        | Quincy Jones      | 6     | 1991 |
| Produttore        | Finneas O'Connell | 6     | 2020 |